# Green Lantern : Les Chevaliers de l'Émeraude
Pour plus de détails, voir Fiche technique et Distribution.
Green Lantern : Les Chevaliers de l'Émeraude (Green Lantern: Emerald Knights) est un film d'animation américain réalisé par Christopher Berkeley, Lauren Montgomery et Jay Oliva, sorti directement en vidéo en 2011, 11e film de la collection DC Universe Animated Original Movies.
Le film est composé de six chapitres reprenant le même design que Green Lantern : Le Complot, mais sans lien avec ce précédent film de la même collection.

## Synopsis
La planète d'origine du Green Lantern Corps est confrontée à un ancien ennemi, Krona. En attendant la bataille, le Green Lantern terrien Hal Jordan prépare la nouvelle recrue Arisia pour le conflit. Les membres du Green Lantern Corp racontent six histoires sur les plus grandes aventures de la Corporation.

## Fiche technique
- Titre original : Green Lantern: Emerald Knights
- Titre français : Green Lantern : Les Chevaliers de l'Émeraude
- Réalisation : Christopher Berkeley, Lauren Montgomery et Jay Oliva
- Scénario : Michael Green, Marc Guggenheim, Peter Tomasi, Dave Gibbons, Geoff Johns et Eddie Berganza, d'après les personnages de DC Comics
- Musique : Christopher Drake
- Direction artistique du doublage original : Andrea Romano
- Son : Robert Hargreaves, John Hegedes, Mark Keatts
- Montage : Margaret Hou
- Animation : Manabu Akita, Jin Gon Kim, Byeongsan Park, Takahiro Tanaka, James T. Walker
- Production : Greg Berlanti, Donald De Line et Lauren Montgomery
  - Coproduction : Alan Burnett
  - Production déléguée : Sam Register et Bruce Timm
- Sociétés de production : Warner Bros. Animation et DC Entertainment
- Société de distribution : Warner Premiere
- Pays de production :  États-Unis
- Langue originale : anglais
- Genre : animation, super-héros
- Durée : 84 minutes
- Dates de sortie :
  - États-Unis : 7 juin 2011
  - France : 26 juin 2011 (Diffusion TV)[1], 20 juillet 2011 (DVD/Blu-ray)
- Classification : PG (accord parental souhaitable) aux États-Unis

 Sauf indication contraire, les informations mentionnées dans cette section peuvent être confirmées par les bases de données cinématographiques IMDb et Allociné,  présentes dans la section « Liens externes ».

## Distribution

### Voix originales
- Nathan Fillion : Hal Jordan / Green Lantern
- Jason Isaacs : Sinestro
- Elisabeth Moss : Arisia
- Henry Rollins : Kilowog
- James Arnold Taylor : Tomar-Re
- Peter Jessop : Salaak
- Arnold Vosloo : Abin Sur
- Bruce Thomas : Atrocitus
- Kelly Hu : Laira
- Roddy Piper : Bolphunga

### Voix françaises
- Paul Borne : Hal Jordan / Green Lantern
- Vincent Ropion : Sinestro, Rubyn
- Edwige Lemoine : Arisia, Ree'Yu
- Marc Alfos : Kilowog
- Marc Perez : Tomar-Re, Abin Sur, Avra, Vaisseau de Bolphunga
- Michel Vigné : Kloba Vud, Salaak, Ranakar
- Jean-Claude Donda : Kenthor, Ganthet, Atrocitus
- Barbara Beretta : Laira, les anneaux, Ardakian Trawl
- Thierry Murzeau : Bolphunga, Deegan, Appa Ali Apsa

Société de doublage VF : Dubbing Brothers, adaptation VF : Philippe Berdah, direction artistique VF : Céline Krief
 Source : voix originales et françaises sur Latourdesheros.com.